# Guillaume Emmanuel Guignard de Saint-Priest
Grof Guillaume Emmanuel Guignard de Saint-Priest (rusko Эммануил Францевич Сен-При), ruski general, * 1776, † 1814.
Bil je eden izmed pomembnejših generalov, ki so se borili med Napoleonovo invazijo na Rusijo; posledično je bil njegov portret dodan v Vojaško galerijo Zimskega dvorca.

## Življenje
Bil je sin rojalističnega diplomata François-Emmanuela de Saint-Priesta, ki je bil eden zadnjih ministrov kralja Ludvika XVI.
Guillaume Emmanuel je postal generalmajor v vojski carja Aleksandra I. Med bitko za Reims leta 1814 je bil smrtno ranjen; za ranami je umrl dva tedna pozneje.